# Paphiopedilum hirsutissimum
Paphiopedilum hirsutissimum é uma espécie de orquídea (Orchidaceae) que habita de Yunnan, na China, ao norte do Vietnam. Há uma veriedade, chiwuanum, que alguns consideram espécie à parte.